# 心靈殺手：魘長夢多
《心靈殺手：魘長夢多》是由芬蘭的綠美迪娛樂開發、微軟遊戲工作室發行的一款驚悚风格动作游戏。本作是其前身《心靈殺手》的獨立續作，但並不是它的後傳。遊戲可以透過Xbox Live Arcade以800點微軟積分的價格購買並下載至Xbox 360中，其全球同步的發行日期是2012年2月22日。後來，亦有Microsoft Windows的版本於同年5月22日、6月29日及11月15日分別在北美、歐洲及澳洲等地區發行。

## 外部連結
- 官方网站（英文）
- 互联网电影数据库（IMDb）上《心靈殺手：魘長夢多》的资料（英文）